# Q 뒤에 U가 붙지 않는 영어 단어 목록

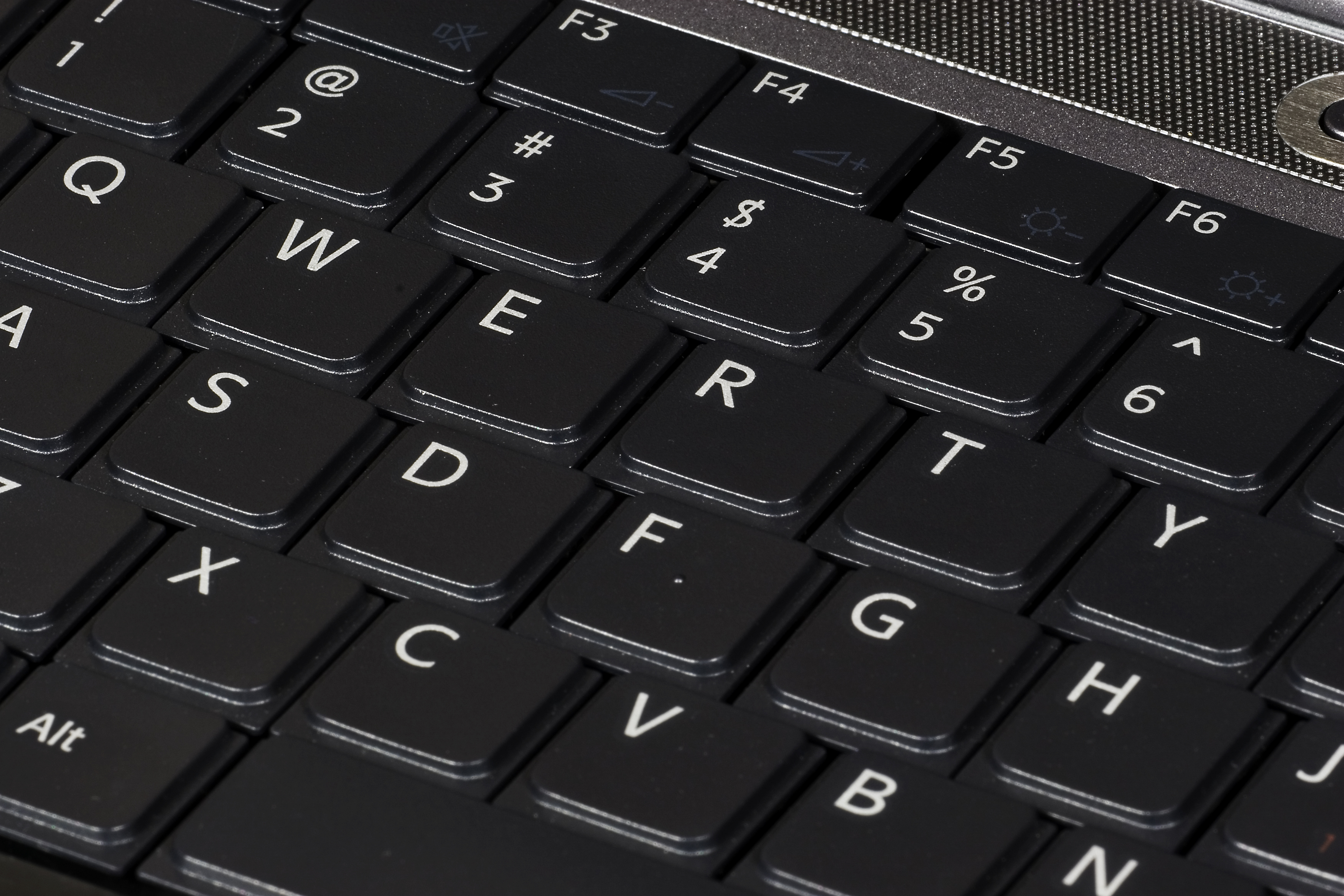
Q가 U가 따라붙지 않는 몇 안 되는 순수 영어 단어 중 하나인 QWERTY는 표준 자판 배열의 첫 6글자에서 유래했다.

영어에서 글자 Q는 거의 항상 바로 뒤에 U가 따라붙으며, quiz, quarry, question, squirrel 등의 예가 있다. 그러나 몇몇 예외가 있으며, 이들 중 대부분은 아랍어, 중국어, 히브리어, 이누크티투트어 또는 영어 알파벳을 사용하지 않는 다른 언어에서 영어화된 것이며, Q는 종종 영어에는 없는 소리를 나타낸다. 예를 들어 중국어 한어병음 알파벳에서 qi는 영어 화자가 /tʃi/ (영어의 "chi"와 비슷하게)로 발음하는데, 한어병음은 "q"를 소리 [tɕʰ]를 나타내는 데 사용하며, 이는 영어에서 [tʃ] (ch)로 근사화된다. 다른 예에서 Q는 표준 아랍어에서 [q]를 나타내며, qat 및 faqir와 같다. 아랍어에서 전통적으로 Q로 로마자화된 글자 ق는 전통적으로 K로 로마자화된 ك와 상당히 다르다. 예를 들어 ”قلب” /qalb/는 "heart"를 의미하지만 “ كلب ” /kalb/는 "dog"를 의미한다. 그러나 때때로 Q 대신 K (또는 C)를 사용하는 대체 철자가 허용되기도 한다. 예를 들어 Koran (Qur'ān) 및 카이로 (al-Qāhira) 등이 있다.
이 목록의 단어 중 대부분은 명사로 해석되거나 해석될 수 있으며, 대부분은 일반적으로 외래어로 간주된다. 그러나 이 목록에 있는 모든 외래어는 적어도 하나의 주요 사전에 따르면 영어에 동화된 것으로 간주된다 (§ References 참조). 이는 종종 영어에서 정확한 등가물을 가지지 않는 개념이나 사회적 역할을 나타내기 때문이다. 여기에 나타나는 단어는 사전에서 자체 항목으로 나타나야 한다. 더 긴 구의 일부로만 나타나는 단어는 포함되지 않는다.
고유명사는 목록에 포함되지 않는다. 이 외에도 아랍어권 국가, 알바니아, 중화인민공화국에서 유래한 Q가 U 없이 포함된 많은 지명과 인명이 있다. 이 중 가장 잘 알려진 것은 이라크와 카타르이며, 여기서 파생된 Iraqi와 Qatari도 있다. 캐나다 누나부트 준주의 수도인 이칼루이트 또한 바로 뒤에 U가 오지 않는 Q를 가지고 있다. 그린란드의 카콕톡은 세 개의 Q를 포함하는 것으로 유명하다. 영어 단어의 지위를 획득한 다른 고유명사 및 약어로는 컴팩 (컴퓨터 회사), 나스닥 (미국 전자 주식 시장), 유니클로 (일본 소매업체), 콴타스 항공 (호주 항공사), 및 QinetiQ (영국 기술 회사) 등이 있다. 이집트의 고대 묘지인 사카라는 이중 Q를 사용하는 것으로 유명한 고유명사이다.

## 단어
달리 명시되지 않는 한, 여기에 나열된 모든 단어는 -s 또는 -es를 추가하여 복수형이 된다고 가정한다. "출처" 열의 참조는 첫 번째 열의 표제어와 관련이 있으며, 다른 철자는 별도로 참조된다. 제공된 출처는 선택적이며, 특정 사전에 대한 참조가 없다고 해서 해당 단어가 그 사전에 나타나지 않는다는 의미는 아니다.
미국 영어와 캐나다 영어에서는 현재 아래 표의 단어를 포함하여 Q가 U 다음에 오지 않는 단어가 4,422개 있다.
| 단어        | 의미                                                                               | 출처                        | 다른 형태 | 어원 |
| ----------- | ---------------------------------------------------------------------------------- | --------------------------- | --- | --- |
| bianqing    | 고대 중국의 타악기 편경                                                            | [MW]                        | | 중국어 정체자: 編磬                                                                                     |
| buqsha      | 예멘의 옛 화폐 단위                                                                | [L]                         | 또한 bogache로 쓰임 | 아랍어                                                                                                  |
| burqa       | 일부 무슬림 여성이 착용하는 가리개 의상                                            | [ODE][LC][C][AHC][OED]      | 또한 burka, burkha 또는 burqua로 쓰임                                                                                                 | 우르두어 및 페르시아어 burqa, 아랍어 burqu`에서 유래                                                    |
| cinq        | 주사위나 카드에서 5를 나타내는 숫자                                                | [ODE][COD][OED]             | | 프랑스어 cinq '다섯'                                                                                    |
| cinqfoil    | 양지꽃속 식물 또는 그 장식 디자인                                                  | [SOED][OED]                 | 훨씬 더 일반적으로 cinquefoil로 쓰임                                                                                                  | 중세 영어, 라틴어 quinquefolium에서 유래, quinque '다섯' + folium '잎'                                  |
| coq         | 여성 모자에 닭 깃털로 장식하는 것                                                  | [WI]                        | | 프랑스어 coq '수탉'                                                                                     |
| faqih       | 이슬람 법학자                                                                      | [RHW]                       | 복수형 faqihs 또는 fuqaha [RHU] | 아랍어 فَقِيه                                                                                             |
| faqir       | 무슬림 금욕주의자                                                                  | [L]                         | 더 일반적으로 fakir로 쓰임 | 아랍어 فَقِير '가난한'                                                                                    |
| Fiqh        | 무슬림 율법                                                                        | [ODE]                       | | 아랍어 فِقْه '이해'                                                                                       |
| inqilab     | 인도 또는 파키스탄의 혁명                                                          | [C]                         | | 아랍어 إِنْقِلَاب                                                                                           |
| jelq        | 자위                                                                               |                             | 동사로도 쓰인다. 파생어로는 jelqs, jelqed, jelqing이 있다                                                                             | 페르시아어 جلق '자위, 자정'                                                                             |
| umbaqanga   | 남아프리카 공화국 음악 스타일                                                      | [ODE][C][W]                 | | 줄루어 umbaqanga '찐 옥수수 빵'                                                                         |
| miqra       | 타나크 또는 히브리어 성경 텍스트                                                   | [WI]                        | | 히브리어 מקרא                                                                                           |
| muqaddam    | 방글라데시 또는 펀자브 촌장                                                        | [C]                         | | 아랍어 مُقَدَّم                                                                                             |
| nastaliq    | 페르시아어 글쓰기에 사용되는 아랍계 문자                                           | [OED]                       | 또한 nasta'liq [C], nestaliq [OED], nastaleeq로 쓰이거나, 단순히 taliq [OED]로 줄여 쓰임                                              | 페르시아어 نستعليق, naskh + ta`liq에서 유래                                                             |
| niqab       | 일부 무슬림 여성이 착용하는 얼굴 아랫부분을 가리는 베일                            | [ODE]                       | 또한 niqaab로 쓰임 | 아랍어 نِقَاب에서 유래                                                                                    |
| nuqta       | 발음 구별 기호                                                                     |                             | 또한 nukta로 쓰임 | |
| pontacq     | Pontacq (프랑스)의 달콤한 와인                                                     | [OED]                       | | 프랑스어                                                                                                |
| Q           | Q 또는 q, 현대 영어 알파벳의 17번째 글자                                           | [MW]                        | | 그리스어 또는 라틴어                                                                                    |
| qabab       | 양념한 고기 조각으로 만든 요리 케밥                                                | [OED]                       | 더 일반적으로 kebab, kebap, kebob, kibob, kebhav, kephav, kebabie, 또는 kabob로 쓰임                                                  | 페르시아어 کباب                                                                                         |
| qabalah     | 유대 신비주의의 한 형태                                                            | [C][AHC][WI]                | 더 일반적으로 Kabbalah로 쓰이며, Qabala [AHC], Qabbala [WI], Cabalah 등으로도 쓰임. 파생어로는 qabalism, qabalist, qabalistic가 있다. | 히브리어 קַבָּלָה                                                                                           |
| qadarite    | 카다리야 교파의 일원                                                               | [RHU]                       | | |
| qadariyah   | 이슬람에서 자유 의지 교리를 따르는 자들                                            | [RHU]                       | 또한 Qadariya [RHU]로 쓰임 | 아랍어                                                                                                  |
| qaddish     | 유대교의 애도 기도                                                                 | [C]                         | 더 일반적으로 Kaddish로 쓰임 | 히브리어 קדיש                                                                                           |
| qadi        | 무슬림 판사                                                                        | [L][C][W][OED][AOX]         | 또한 qadhi [OED], qaadi, kadi, kazi qaadee 또는 qazi [OED]로 쓰임                                                                     | 아랍어 قَاضِىo                                                                                            |
| qadiriyah   | 이슬람에서 수피 교단                                                               | [RHU]                       | 또한 Qadiriya [RHU]로 쓰임 | 아랍어 القَادِرِيَّة                                                                                         |
| qaf         | 아랍 문자의 스물한 번째 글자, ق‎                                                    | [RHW]                       | 또한 qaph 또는 qap으로 쓰임 | 아랍어 قَاف                                                                                              |
| qaid        | 무슬림 부족장                                                                      | [RHW]                       | 또한 caid 또는 kaid로 쓰임 | 아랍어 قَائِد, '지도자', '사령관'                                                                         |
| qaimaqam    | 오스만 제국의 하급 관리                                                            | [C][OED]                    | 또한 kaymakam, kaimakam, caimacam 또는 qaim makam으로 쓰임                                                                            | 아랍어 قَائِم '서 있는' + مَقَام '장소'에서 유래, '자리에 서 있는'을 의미                                   |
| qalamdan    | 페르시아어 필통                                                                    | [C]                         | | 페르시아어 قلمدان                                                                                       |
| Qalandar    | 걸식하는 데르비시 교단의 일원                                                      | [RHU]                       | 또한 calender 또는 대문자로 쓰임 | |
| qanat       | 북아프리카와 중동에서 발견되는 수로 터널의 한 종류                                 | [ODE][C][OED][AOX]          | 또한 kanat, khanat, kunut, kona, konait, ghanat 또는 ghundat로 쓰임                                                                   | 페르시아어, 아랍어 qanāt '수로'에서 유래                                                                |
| qanun       | 하프의 일종                                                                        | [OED]                       | 또한 qanon 또는 kanun [OED]으로 쓰임                                                                                                  | 아랍어 قَانُون, 규칙, 원리 또는 방식                                                                      |
| qasida      | 아랍의 찬양 또는 풍자 시                                                           | [C][OED][AOX]               | 또한 qasidah로 쓰임 | 아랍어 قَصِيدَة                                                                                            |
| qat         | 마약으로 사용되는 아라비아 관목의 일종                                             | [L][C][OED]                 | 더 일반적으로 khat, kat 또는 gat으로 쓰임                                                                                             | 아랍어 qāt                                                                                              |
| qawwal      | 카왈리 음악을 연주하는 사람                                                        | [ODE][C][AOX]               | | |
| qawwali     | 수피교의 헌신적인 음악                                                             | [ODE][C][AOX]               | | 아랍어 قوَّالِي (qawwāli) '수다스러운' 또는 '가수'                                                         |
| qere        | 히브리어 성경의 여백 주석                                                          | [OED][WI]                   | 또한 qeri [WI] 또는 qre [WI]로 쓰임                                                                                                   | 아람어 קְרֵי, '[읽히는 것]'                                                                               |
| qhat        | what의 옛 철자                                                                     | [OED]                       | | 스코트어에서 유래했을 가능성이 높으며, 옛 철자 규칙에서 영어의 "wh-" 대신 "quh-" 또는 "qh-"를 사용했다. |
| qheche      | which의 옛 철자                                                                    | [OED]                       | | 스코트어에서 유래했을 가능성이 높으며, 옛 철자 규칙에서 영어의 "wh-" 대신 "quh-" 또는 "qh-"를 사용했다. |
| qhom        | whom의 옛 철자                                                                     | [OED]                       | | 스코트어에서 유래했을 가능성이 높으며, 옛 철자 규칙에서 영어의 "wh-" 대신 "quh-" 또는 "qh-"를 사용했다. |
| qhythsontyd | Whitsuntide (오순절)의 옛 철자                                                     | [OED]                       | | 스코트어에서 유래했을 가능성이 높으며, 옛 철자 규칙에서 영어의 "wh-" 대신 "quh-" 또는 "qh-"를 사용했다. |
| qi          | 중국 문화에서 신체 생명력                                                          | [ODE][C][AHC][OED]          | 일반적으로 chi 또는 ki로 쓰임 | 중국어 간체자: 气, 정체자: 氣                                                                           |
| qiana       | 나일론의 한 종류                                                                   | [OED]                       | | 원래 듀폰의 상표였으나 현재는 일반 명사                                                                 |
| qibla       | 무슬림들이 기도할 때 향하는 방향                                                   | [ODE][COD][C][OED][AOX]     | 또한 qiblah [OED], kiblah, qiblih, kibla 또는 qib'lah [RHU]로 쓰이며, 때때로 대문자로 쓰임                                            | 17세기 아랍어로 '반대쪽'                                                                                |
| qibli       | 시로코의 리비아 현지 이름, 남동풍 지중해 바람                                      | [OED]                       | 또한 ghibli로 쓰임 | 아랍어 قِبلي, "키블라에서 오는"                                                                          |
| qid         | 하루에 네 번                                                                       | [MW]                        | | 라틴어 quater in die                                                                                    |
| qigong      | 중국 의학 운동 체계                                                                | [ODE][C][AOX]               | 또한 chi gong, ki gong, 또는 chi kung으로 쓰임                                                                                        | 중국어 간체자: 气功, 정체자: 氣功                                                                       |
| qin         | 중국 전통 악기 분류                                                                | [AOX]                       | | 중국어 정체자: 琴                                                                                       |
| Kinah       | 히브리어 엘레지                                                                    | [WI]                        | 또한 kinah로 쓰임. 복수형 kinnot, qinot, qinoth 및 qindarkë                                                                           | 히브리어 קינה                                                                                           |
| Qindarka    | 알바니아 화폐 단위, 레크의 100분의 1에 해당                                        | [ODE][L][C]                 | 복수형 qindarka [L] 또는 qindars [C]. 또한 qintar [L][C][AOX] 또는 quintal로 쓰임                                                     | 알바니아어                                                                                              |
| qing        | 중국 종                                                                            | [MW]                        | 또한 ch'ing으로 쓰임 | 중국어 정체자: 磬                                                                                       |
| qinghaosu   | 말라리아 치료에 사용되는 약, 아르테미시닌                                          | [C]                         | | 중국어 정체자: 青蒿素                                                                                   |
| qingsongite | 중화인민공화국에서 발견되는 희귀 광물                                              |                             | 복수형 qingsongites | 지질학자 Qingsong Fang의 이름을 따서 명명                                                               |
| qinter      | 알바니아어 화폐 제도                                                               | [OED]                       | | 알바니아어                                                                                              |
| qipao       | 중국 전통 의상                                                                     | [OED]                       | 또한 chi pao로 쓰임 | 중국어 정체자: 旗袍                                                                                     |
| qiran       | 1825년에서 1932년 사이 이란의 통화                                                 | [MW]                        | 또한 kran으로 쓰임 | 페르시아어 qrān                                                                                         |
| qirsh       | 사우디아라비아 및 옛 여러 국가의 화폐 단위                                         | [RHU]                       | 또한 qurush, qursh, gursh, girsh 또는 ghirsh로 쓰임                                                                                   | 아랍어                                                                                                  |
| qiviut      | 사향소의 털                                                                        | [OED]                       | | 이누크티투트어                                                                                          |
| qix         | 퍼즐 비디오 게임                                                                   | [NA]                        | | 이누크티투트어 ᕿᕕᐅᖅ                                                                                     |
| qiyas       | 샤리아, 이슬람 율법의 유추                                                         | [RHW]                       | | 아랍어 قِيَاس                                                                                             |
| qoph        | 히브리 문자의 열아홉 번째 글자                                                     | [L][C]                      | 또한 koph로 쓰임 | 히브리어 קוף                                                                                            |
| qorma       | 카레의 일종                                                                        | [Co]                        | 훨씬 더 일반적으로 korma로 쓰임 | 페르시아어→우르두어 قورمه                                                                               |
| QWERTY      | 표준 영어 키보드 레이아웃                                                          | [ODE][COD][LC][C][AOX][OED] | 복수형 qwertys 또는 qwerties; 또한 QWERTY로 표기                                                                                      | QWERTY 키보드 레이아웃의 맨 위 행에 있는 첫 글자들의 이름을 따서 명명됨.                                |
| Qyrghyz     | 키르기스인을 일컫는 단어의 철자가 변형된 단어                                      | [MW]                        | 일반적으로 Kyrgyz로 철자함. | |
| rencq       | rank의 옛 철자                                                                     | [OED]                       | | 스코트어                                                                                                |
| sambuq      | 작은 아라비아 보트인 다우 (선박)의 일종                                            | [OED]                       | | 아랍어 سَنْبُوك                                                                                            |
| sheqel      | 원래 메소포타미아에서 사용되던 무게 단위. 이스라엘의 통화로, 100 아고로트로 나뉜다 | [MW]                        | 복수형 sheqels 또는 sheqalim; 더 일반적으로 shekel로 쓰임                                                                             | 히브리어 שקל, 이디시어 ניי-שקל                                                                          |
| souq        | 아랍 시장                                                                          | [ODE][C][OED][AOX]          | 또한 sooq, soq, suq, souk, esouk 또는 suk으로 쓰임                                                                                    | 아랍어 سُوق (sūq)                                                                                        |
| talaq       | 이슬람 이혼의 한 형태                                                              | [ODE][C][OED]               | | 아랍어 طَلَاق (talāq), talaqa '거부하다'에서 유래                                                         |
| taluq       | 인도 토지                                                                          | [OED]                       | 또한 taluk 또는 talook으로 쓰임 | 아랍어→우르두어 تَعَلُّقَة (ta'alluqa) '연결', '관계'                                                        |
| taluqdar    | 탈루크의 수입을 징수하는 사람                                                      | [OED]                       | 또한 talukdar 또는 talookdar로 쓰임                                                                                                   | 아랍어→우르두어 تعلقدار (ta'alluq-dar) '지주', '토지 소유자', '장원 영주'                               |
| taluqdari   | 인도 토지 보유 권한                                                                | [OED]                       | | |
| taqiya      | 박해의 두려움으로 인해 이슬람 신앙을 숨기는 행위                                   | [RHW]                       | 또한 taqiyah [RHU] 또는 대문자로 쓰임                                                                                                 | 아랍어 التَقِيَّة                                                                                           |
| taqlid      | 무슬림 정통 교리 수용                                                              | [RHW]                       | | 아랍어 تَقْلِيد                                                                                            |
| Tariqah     | 수피 영적 발전 방법 또는 수피 선교사                                               | [E][AOX]                    | 또한 tariqat [E] 또는 tarika로 쓰임                                                                                                   | 아랍어 طَرِيق                                                                                             |
| tranq       | 안정제 (진정제)                                                                    | [OED]                       | 또한 trank [OED]로 쓰임 | tranquilizer의 단어 생략형                                                                              |
| tsaddiq     | 유대교에서 의로운 사람에게 붙이는 칭호                                             | [C][OED]                    | 복수형 tsaddiqs 또는 tsaddiqim; 또한 tzaddiq [C], tzadik 또는 tzaddik으로 쓰임                                                        | 히브리어 צדיק                                                                                           |
| umiak       | 이누이트의 개방형 보트                                                             | [OSPD4]                     | 또한 umiak, umialak, umiac, oomiac 또는 oomiak으로 철자됨                                                                             | 이누이트                                                                                                |
| waqf        | 이슬람 율법의 자선 신탁                                                            | [ODE][C][OED]               | 또한 wakf로 쓰임; 복수형 waqf [ODE][C][OED] 또는 waqfs [C][OED]                                                                       | 아랍어, 문자적으로 waqafa, '정지하다'에서 유래한 '정지'                                                 |
| xiangqi     | 중국 고유의 체스 변형                                                              |                             | | 중국어 정체자: 象棋                                                                                     |
| Xiqin       | 중국 전통 활 현악기                                                                |                             | | 중국어 정체자: 奚琴                                                                                     |
| yangqin     | 사다리꼴 중국 망치 덜시머                                                          | [C]                         | | 중국어 정체자: 揚琴                                                                                     |
| yaqona      | 피지의 취하게 하는 음료, 카바                                                      | [C][OED]                    | | 피지어 yaqona, 여기서 q는 [ŋɡ]를 나타낸다                                                               |

## 스크래블에서의 사용
틀:Globalise section
많은 단어 게임, 특히 스크래블에서는 플레이어가 특정 글자 세트를 사용하여 단어를 만들어야 한다. 만약 플레이어가 Q를 사용해야 하지만 U가 없다면, 이 목록의 단어를 플레이할 수 있다. 이 목록의 모든 단어가 스크래블 토너먼트 게임에서 허용되는 것은 아니다. 전 세계 스크래블 토너먼트는 여기에 나열된 모든 단어를 포함하지 않을 수 있는 자체 선택된 사전의 단어 세트를 사용한다.
Qi는 스크래블 토너먼트에서 가장 일반적으로 플레이되는 단어이며, 2006년에 북미 공식 단어 목록에 추가되었다.
이 문서에 나열된 다른 단어들, 예를 들어 suq, umiaq 또는 qiviut 또한 허용되지만, 이들은 U를 포함하고 있으므로 위에 설명된 상황에서는 유용성이 낮다.

## 인용된 사전 목록
- [AH]: 《The American Heritage Dictionary》 4판. Dell. 2001. ISBN 0-440-23701-7.
- [AHC]: 《American Heritage College Dictionary》 4판. Houghton Mifflin. 2007. ISBN 978-0-618-83595-9.
- [AOX]: “Ask Oxford”. 2011년 6월 23일에 원본 문서에서 보존된 문서. 2009년 7월 27일에 확인함.
- [C]: 《The Chambers Dictionary》 9판. Chambers. 2003. ISBN 0-550-10105-5.
- [Co]: 《Collins English Dictionary》 3판. HarperCollins. 1994. ISBN 0-00-470678-1.
- [COD]: 《Concise Oxford Dictionary》 8판. Clarendon. 1990. ISBN 0-19-861200-1.
- [E]: “Microsoft Encarta online dictionary”. 2009년 11월 2일에 원본 문서에서 보존된 문서. 2006년 5월 29일에 확인함.
- [L]: 《The Longman Dictionary of the English Language》 5판. Longman. 1988. ISBN 0-582-55511-6.
- [LC]: 《The Longman Dictionary of Contemporary English》 4판. Longman. 2003. ISBN 0-582-77649-X.
- [MW]: 《Merriam-Webster's Collegiate Dictionary》 11판. Merriam-Webster. 2003. ISBN 0-87779-809-5.
- [MWO]: “Merriam-Webster online dictionary”. 2017년 9월 22일에 원본 문서에서 보존된 문서. 2006년 5월 29일에 확인함.
- [ODE]: 《Oxford Dictionary of English》 2판. Oxford UP. 2003. ISBN 0-19-861347-4.
- [OED]: 《Oxford English Dictionary》. Oxford UP. 2003. ISBN 0-19-861347-4.
- [OSPD4]: 《The Official Scrabble Players Dictionary》 4판. Merriam-Webster. 2005. ISBN 0-87779-929-6.
- [RHU]: 《Random House Unabridged Dictionary》 2판. Random House. 1998. ISBN 0-517-19931-9.
- [RHW]: 《Random House Webster's Unabridged Dictionary》 2판. Random House. 2005. ISBN 0-375-42599-3.
- [SOED]: 《The Shorter Oxford English Dictionary on Historical Principles》 3판. Clarendon. 1992. ISBN 0-19-861294-X.
- [TWL]: 《Official Tournament and Club Word List》 2판. Merriam-Webster. 2006. ISBN 0-87779-635-1.
- [W]: 《Random House Webster's Collegiate Dictionary》. Random House Reference. 2000. ISBN 0-375-42560-8.
- [WI]: 《Webster's Third New International Dictionary, Unabridged》. Merriam-Webster. 2002. ISBN 0-87779-201-1.

## 같이 보기
- 제약된 글쓰기
- 모음 없는 영어 단어